# Лялинка
Лялинка (каз. Лялинка) — упразднённое село в Айыртауском районе Северо-Казахстанской области Республики Казахстана. На момент упразднения входило в состав Каменнобродского сельсовета. Ликвидировано в 1977 году.

## География
Село располагалось в истоке реки Аралтобе (приток реки Иманбурлук), в 6 км (по прямой) к юго-востоку от села Карловка.

## История
Исключено из учётных данных в 1977 году.